# العلاقات الإيطالية الباربادوسية
العلاقات الإيطالية الباربادوسية هي العلاقات الثنائية التي تجمع بين إيطاليا وباربادوس.

## مقارنة بين البلدين
هذه مقارنة عامة ومرجعية للدولتين:
| وجه المقارنة                                              | إيطاليا                                                  | باربادوس       |
| --------------------------------------------------------- | -------------------------------------------------------- | -------------- |
| المساحة (كم2)                                             | 301.34 ألف                                               | 439            |
| عدد السكان (نسمة)                                         | 60.60 مليون                                              | 285.72 ألف     |
| الكثافة السكانية (ن./كم²)                                 | 201.1                                                    | 65.08 ألف      |
| العاصمة                                                   | روما، فلورنسا، تورينو                                    | بريدج تاون     |
| اللغة الرسمية                                             | اللغة الإيطالية                                          | لغة إنجليزية   |
| العملة                                                    | يورو، ليرة إيطالية                                       | دولار بربادوسي |
| الناتج المحلي الإجمالي (بليون دولار)                      | 1.93 تريليون                                             | 4.80 مليار     |
| الناتج المحلي الإجمالي (تعادل القوة الشرائية) بليون دولار | 2.26 تريليون                                             | 4.66 مليار     |
| الناتج المحلي الإجمالي الاسمي للفرد دولار أمريكي          | 29.96 ألف                                                | 15.43 ألف      |
| الناتج المحلي الإجمالي للفرد دولار أمريكي                 | 35.46 ألف                                                | 16.06 ألف      |
| مؤشر التنمية البشرية                                      | 0.873                                                    | 0.795          |
| رمز المكالمات الدولي                                      | +39                                                      | +1246          |
| رمز الإنترنت                                              | .it                                                      | .bb            |
| المنطقة الزمنية                                           | توقيت وسط أوروبا، ت ع م+01:00، ت ع م+02:00، أوروبا/روما ‏ | 00             |

## منظمات دولية مشتركة
يشترك البلدان في عضوية مجموعة من المنظمات الدولية، منها:
| علم المنظمة | اسم المنظمة                               | تاريخ انضمام إيطاليا | تاريخ انضمام باربادوس |
| ----------- | ----------------------------------------- | -------------------- | --------------------- |
|             | يونسكو                                    | ?                    | 24 أكتوبر 1968        |
|             | مؤسسة التمويل الدولية                     | 27 ديسمبر 1956       | 25 يونيو 1980         |
|             | المركز الدولي لتسوية المنازعات الاستشارية | 28 أبريل 1971        | 1 ديسمبر 1983         |
|             | منظمة حظر الأسلحة الكيميائية              | ?                    | ?                     |
|             | مؤسسة التنمية الدولية                     | 24 سبتمبر 1960       | 29 سبتمبر 1999        |
|             | منظمة التجارة العالمية                    | 1995                 | ?                     |
|             | وكالة ضمان الاستثمار متعدد الأطراف        | 29 أبريل 1988        | 12 أبريل 1988         |
|             | الاتحاد البريدي العالمي                   | ?                    | ?                     |
|             | الاتحاد الدولي للاتصالات                  | 1866                 | 16 أغسطس 1967         |
|             | منظمة الشرطة الجنائية الدولية             | ?                    | ?                     |
|             | الأمم المتحدة                             | 14 ديسمبر 1955       | 9 ديسمبر 1966         |
|             | البنك الدولي للإنشاء والتعمير             | 27 مارس 1947         | 12 سبتمبر 1974        |
|             | بنك التنمية الكاريبي ‏                     | ?                    | ?                     |

## وصلات خارجية
- موقع وزارة الخارجية الإيطالية
- موقع وزارة الخارجية الباربادوسية